# Малевичская Рудня
Малевичская Рудня (бел. Малевіцкая Рудня) — деревня в Малевичском сельсовете Жлобинского района Гомельской области Белоруссии.

## География

### Расположение
В 9 км на запад от Жлобина, 3 км от железнодорожной станции Малевичи (на линии Бобруйск — Жлобин), 102 км от Гомеля.

## Гидрография
На реке Добосна (приток реки Днепр).

## Транспортная сеть
Транспортные связи по просёлочной, а затем автомобильной дороге Бобруйск — Гомель. Планировка состоит из чуть изогнутой улицы, ориентированной с юго-востока на северо-запад, вдоль реки. По другой стороне реки короткая прямолинейная улица той же ориентации, что и главная. Застройка двусторонняя, деревянная, усадебного типа.

## История
По письменным источникам известна с конца XIX века. как деревня в Рогачёвском уезде Могилёвской губернии. В 1930 году организован колхоз имени М. И. Калинина. Во время Великой Отечественной войны оккупанты сожгли 53 двора, убили 24 жителя. 56 жителей погибли на фронте. Согласно переписи 1959 года в составе колхоза имени В. И. Козлова (центр — деревня Малевичи).

## Население

### Численность
- 2004 год — 80 хозяйств, 121 житель.

### Динамика
- 1925 год — 187 жителей.
- 1940 год — 163 двора, 490 жителей.
- 1959 год — 712 жителей (согласно переписи).
- 2004 год — 80 хозяйств, 121 житель.